# Arroyo del Ojanco
Arroyo del Ojanco é um município da Espanha, na província de Xaém, comunidade autónoma da Andaluzia. Tem 57,31 km² de área e em 2021 tinha 2 243 habitantes (densidade: 39,1 hab./km²). Pertence à comarca de Sierra de Segura, e limita com os municípios de Segura de la Sierra, Puente de Génave, Beas de Segura e Chiclana de Segura.